# Supercusto
O Supercusto corresponde, em termos gerais, à diferença entre o Custo de Reprodução e o Custo Real de uma obra ou serviço de Engenharia. O conceito foi inicialmente proposto por MÁRIO LOPES (2014a) e posteriormente publicado pelo mesmo (2014b).

## Conceitos de Superfaturamento

### Conceito Tradicional
O Superfaturamento corresponde, segundo o Conceito Tradicional, à emissão de uma fatura, para a cobrança por uma obra (ou serviço) de Engenharia, contendo um preço acima do preço de mercado.

### Conceito Moderno
O Conceito Moderno de Superfaturamento foi inicialmente proposto por ALAN LOPES durante as discussões do anteprojeto do PL 6735/2006, da Câmara dos Deputados, em 2006. Esse Conceito foi ampliado por OLIVEIRA JR. et al. (2008). Posteriormente, foi publicado por ALAN LOPES (2011). Em termos gerais, o Conceito Moderno de Superfaturamento, segundo a definição ampliada de OLIVEIRA JR. et al., é caracterizado como:
- Medição de quantidades superiores às efetivamente executadas/fornecidas;
- Deficiência na execução de obras e serviços de engenharia que resulte em diminuição da qualidade, vida útil ou segurança;
- Pagamento de obras, bens e serviços por preços manifestamente superiores à tendência central (mediana ou média) praticada pelo mercado ou incompatíveis com os fixados pelos órgãos oficiais competentes, bem como pela prática de preços unitários acima dessa tendência central (mediana ou média) de mercado;
- Quebra do equilíbrio econômico-financeiro inicial do contrato em desfavor da Administração por meio da alteração de quantitativos (jogo de planilha) e/ou preços (alterações de cláusulas financeiras) durante a execução da obra);
- Alteração de cláusulas financeiras gerando recebimentos contratuais antecipados, distorção do cronograma físico-financeiro, prorrogação injustificada do prazo contratual ou reajustamentos irregulares)."

### Conceito Necessário
O Conceito Necessário de Superfaturamento foi inicialmente proposto por MÁRIO LOPES (2014b) e parte de duas ideias básicas. A primeira é a decomposição da diferença entre Preço Contratual e Preço Real da obra em duas parcelas:
- Diferença entre Preço Contratual e Preço de Reprodução (Preço de Mercado): Sobrepreço, originado no Sobrecusto. Corresponde a fraude.
- Diferença entre Preço de Reprodução (Preço de Mercado) e Preço Real: Superpreço, originado no Supercusto.

A primeira parcela (Sobrepreço) está situada acima do Preço de Mercado. A segunda parcela (Superpreço) está situada abaixo do Preço de Mercado. Os conceitos de Superfaturamento anteriores não levam em conta essa segunda parcela.
A segunda ideia básica é a mudança do paradigma de referência de preço para obras públicas. Em vez de utilizar o Preço de Mercado, é necessário utilizar o Preço Real da obra, uma vez que esses dois parâmetros não têm relação direta um com o outro (na prática, o Preço de Mercado tem funcionado apenas como teto para o Preço Real). O Preço de Mercado não deveria ser utilizado como referência porque está baseado em custos de varejo, ou seja, em um mercado onde as empresas de Engenharia não atuam (porque compram no atacado). Nesse caso, é necessário definir o Superfaturamento como a emissão de uma fatura com Preço acima do Preço Real. Desse modo, o excesso no preço ocorre porque uma parcela do Preço (Superpreço) foi composta com um Custo Fictício, e não apenas porque uma outra parcela do Preço (Sobrepreço) esteja acima acima do Preço de Mercado.
MÁRIO LOPES também propõe a divisão do Superfaturamento em quatro tipos:
- Físico: diminuição de quantidade e qualidade (redução do Custo com manutenção do Preço). Corresponde a fraude. Equivale aos dois primeiros tipos do Conceito Moderno;
- Tributário: sonegação fiscal (redução do pagamento de impostos com manutenção do Preço). Corresponde a crime contra a ordem tributária;
- Financeiro: jogos de planilha, ou seja desbalanceamentos cronológico e quantitativo. O desbalanceamento cronológico mantém Custo e Preço, mas antecipa o fluxo de caixa. O desbalanceamento quantitativo aumenta o custo com aumento do Preço (geração artificial de aditivos). Correspondem a fraude. Equivalem ao quarto e quinto tipos do Conceito Moderno;
- Legal: corresponde ao Superpreço, ou seja, corresponde à parcela do Preço da obra (ou serviço) originada a partir do Supercusto. Trata-se de uma cobrança legal, mas imoral.

O terceiro tipo de Superfaturamento, de acordo com o Conceito Moderno, corresponde a Sobrepreço. Porém, em tese, esse tipo não ocorre como pagamento de preço superior ao Preço de Mercado, pois uma proposta de preços com tal característica seria inabilitada durante o processo licitatório. Na prática, esse terceiro tipo recai nos dois tipos anteriores, ou seja, ocorre Sobrepreço (pagamento com preço global maior que o de mercado) porque as quantidades e a qualidade foram minimizadas, mas não porque os preços unitários (ou global) estejam acima do mercado. A situação onde (desrespeitando-se a Lei de Licitações) haja pagamento de Preço acima do Preço de Mercado extrapola o âmbito da Engenharia e passa a ser um problema jurídico.

## Conceito de Supercusto
O Supercusto é a diferença entre o Custo de Reprodução e o Custo Real de uma obra.  A um Supercusto, corresponde um Superpreço, ou seja, a diferença entre o preço de reprodução e o preço real de uma obra (ou serviço de Engenharia). O Superpreço é, portanto, um preço originado a partir de um custo fictício, pois o Supercusto corresponde a uma parcela fictícia, irreal, do custo da obra, que não acontece, embora seja cobrada (ao compor-se o preço, que é apresentado na fatura).

## Causas do Supercusto
O Supercusto ocorre, basicamente, como consequência da própria legislação brasileira, que, segundo MÁRIO LOPES (2016):
- Adota um controle redundante, referencial e atenuado. É redundante porque tenta controlar o preço que, em teoria, já está limitado pelo regime de empreitada. É referencial porque usa o preço obtido em um mercado de referência (o preço de mercado) como referência, e não o preço do mercado real, ou o preço real da obra. A legislação define o preço de mercado como parâmetro a partir do qual se mede o dano ao erário. O preço de mercado é obtido a partir do custo de mercado, que nada mais é do que o custo obtido a partir do SINAPI. É atenuado porque os critérios de controle estão definidos em termos relativos, tais como "arbitrário", "injusto" e "indevidamente justificado". [6] [7] [8]
- Permite a possibilidade de aditivação, criando um sistema híbrido, que se comporta como regime de empreitada quando o custo diminui, mas que se comporta como regime de obra por administração quando o custo aumenta. [9]
- Elimina a possibilidade de contratação pelo regime de obra por administração, define o pagamento na conclusão do contrato e permite a fixação de preço máximo, o que praticamente direciona a contratação de obras públicas para o regime de empreitada. [10] [11] [12]
- Devido à adoção do regime de empreitada, é necessária a adoção de um sistema de referência para obtenção do custo direto da obra (nesse caso, um custo referencial superestimado), bem como a utilização de um BDI referencial (e, portanto, alienado da realidade da obra) para a estimativa do preço de venda (PV = CD (1+BDI). A legislação estabelece que o sistema de custos de referência seja do varejo (custos unitários do SINAPI). [13] [14]. Essa diferença de custo entre varejo (do sistema de referência) e atacado (praticado pelas empresas) corresponde, inicialmente, aos Efeitos Cotação e Barganha que, segundo SILVA FILHO et al[15], representam cerca de 15% do total da diferença entre o Custo de Mercado e o Custo Real da obra. Mesmo assim, esse percentual é bem inferior aos 35% de desconto que a Administração obtém em licitações com efetiva competitividade, conforme demonstrado por LIMA (2009) e PEREIRA (2009), apud SILVA FILHO et al.[15]

## Relação entre Supercusto e Superfaturamento
O Supercusto compõe o Superpreço, que é a parcela legal do Superfaturamento e que está situada abaixo do Preço de Mercado, mas acima do Preço Real da obra (ou serviço de Engenharia). O gráfico a seguir, adaptado a partir de MÁRIO LOPES (2014b), ajuda a ilustrar esse relacionamento.

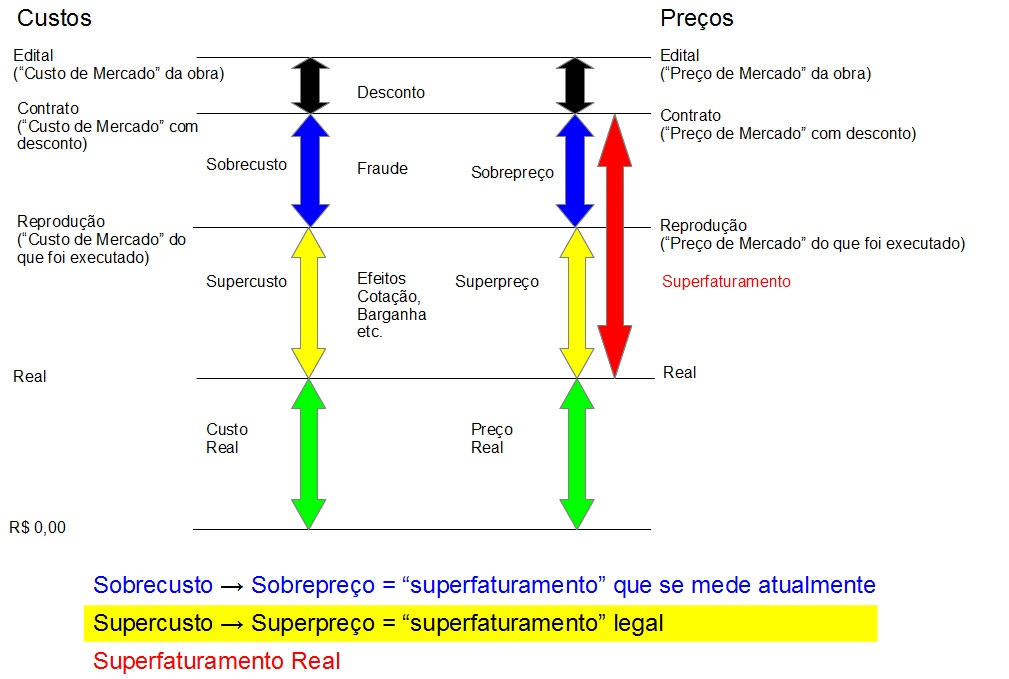
Relação entre Supercusto e Superfaturamento